# Aaadonta angaurana
Aaadonta angaurana é um pequeno caracol de respiração aérea, um molusco gastrópode terrestre pulmonata da família Endodontidae.